# Koolskamp
Koolskamp is een dorp in de Belgische provincie West-Vlaanderen en een deelgemeente van Ardooie, het was een zelfstandige gemeente tot aan de gemeentelijke herindeling van 1977. Het kerkdorp ligt langs de weg van Lichtervelde naar Pittem en Tielt (N35) op het Plateau van Tielt, zodat het uitkijkt over het zuiden van de gemeente en het centrum van Ardooie, twee kilometer naar het zuiden.

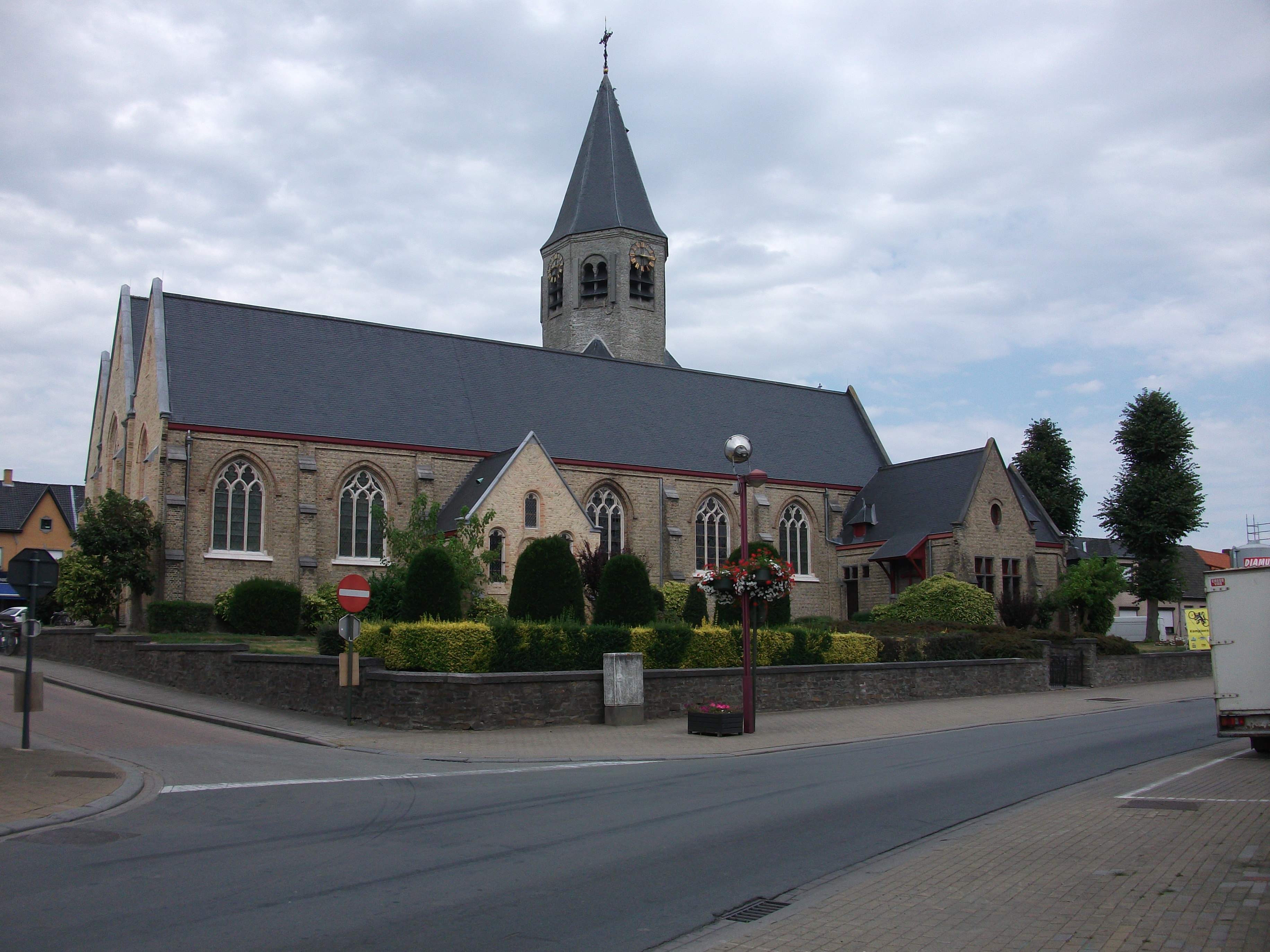
Sint-Martinuskerk

## Geschiedenis
De naam van de plaats verschijnt samen met deze van de huidige hoofdgemeente Ardooie voor het eerst in historische bronnen uit het jaar 847: 'in territorio Menap quod nunc Mempiscum appellant Rollare, Hardoga ... Coloscampum' (Recueil des actes de Charles II le Chauve, roi de France, red. Ferdinand Lot, 1943, nr. 92). Toen werden door Karel de Kale de villae van Hardoga en Koolskamp geschonken aan de Sint-Amandusabdij te Saint-Amand-les-Eaux. De naam zou betekenen: een wijde open vlakte, op een hoogte.
Een eerste bedehuis ontstond mogelijk in de 9e eeuw. In 1891 werd het fundament van een romaans kerkje ter plaatse opgemeten. Er bestonden op het huidige grondgebied van Koolskamp een tiental heerlijkheden, waarvan het belangrijkste het Hof van Koolskamp was, waar de heer van Koolskamp zetelde. Tegenwoordig is hier nog een boerderij van die naam.
In 1165 werd het patronaatsrecht van de parochie geschonken aan het kapittel van Harelbeke. Uit 1344 stamt de eerste schriftelijke vermelding van een heer van Koolskamp, namelijk Lodewijk van Lichtervelde. Het kasteel van de heren moet in de 2e helft van de 15e eeuw verloren zijn gegaan. Omstreeks 1900 werd nog een bakstenen zwaar fundament aangetroffen, maar omstreeks 1952 werd de motteheuvel afgegraven.
De godsdienststrijd einde 16e eeuw leidde in 1572 tot het verjagen van de calvinisten, maar in 1645 werd de kerk alsnog geplunderd, nu door Franse troepen. Van 1668-1678 was de Kasselrij Kortrijk Frans bezit. In 1710 kwam de heerlijkheid aan de familie de Croy et Solre, welke trouw was aan de Franse koning en tijdens de Franse Revolutie moest vluchten.
Tijdens de 19e eeuw was er sprake van armoede, omdat de linnennijverheid teloorging. Tijdelijk werk in de baksteenindustrie en de opkomst van de cichoreiteelt boden slechts gedeeltelijk soelaas. Velen emigreerden naar de Verenigde Staten. In 1880 kwam de spoorlijn naar Gent, met het Station Ardooie-Koolskamp, gereed en pendelden velen naar de Gentse textielfabrieken. Omstreeks 1950 kwam aan de cichoreiteelt een einde.
Industrie ontstond in 1913 met een stoomweverij en -blekerij, welke samengingen tot Blekerij "De Kortekeer". In 1935 werd het bedrijf geëlektrificeerd en in 2006 eindigde de productie.
In 1918 werd de Platsemolen en de kerktoren door de terugtrekkende Duitsers opgeblazen.
De bevrijding van Koolskamp door Poolse troepen geschiedde op 8 september 1944.
Na 1950 kwam er nieuwe, op landbouw gerichte industrie, namelijk groenteverwerking (Dujardin Foods en Unifrost) en intensieve varkenshouderij (Danis).
In 1977 kwam er een einde aan Koolskamp als zelfstandige gemeente. Het fuseerde met Ardooie, dat de zetel van de fusiegemeente werd.

## Demografische ontwikkeling
- Bronnen:NIS, Opm:1831 tot en met 1970=volkstellingen; 1976 = inwoneraantal op 31 december

## Bezienswaardigheden
- De Sint-Martinuskerk
- In de kerk staat het oude praalgraf van Jacob van Lichtervelde, souverein-baljuw van het Graafschap Vlaanderen in de beginperiode van de Bourgondische hertogen. Hij overleed in 1431. Op de zijkant van de tombe staan treurende figuren. Bovenop is Jacob van Lichtervelde in volle wapenuitrusting gebeeldhouwd, in Doornikse hardsteen. Tegen de muur van de grafkapel staat een grafsteen voor Louis van Lichtervelde (overleden in 1376) en zijn vrouw.
- Het bomkapelleke
- De Platsemolen, een windmolenrestant
- De opvallende watertoren in Koolskamp, gelegen in de Steenstraat, is van op grote afstand te zien. De watertoren staat in voor de drinkwatervoorziening van de gemeenten Tielt, Pittem en Ardooie. De kuip van de toren heeft een buitendiameter van 26,40 m en een capaciteit van 2,3 miljoen liter. Het hoogteverschil tussen de top van de toren en het maaiveld is 36 m en de watertoren is daarmee een van de grootste watertorens in Vlaanderen. Deze watertoren is vanaf 2002 in gebruik.

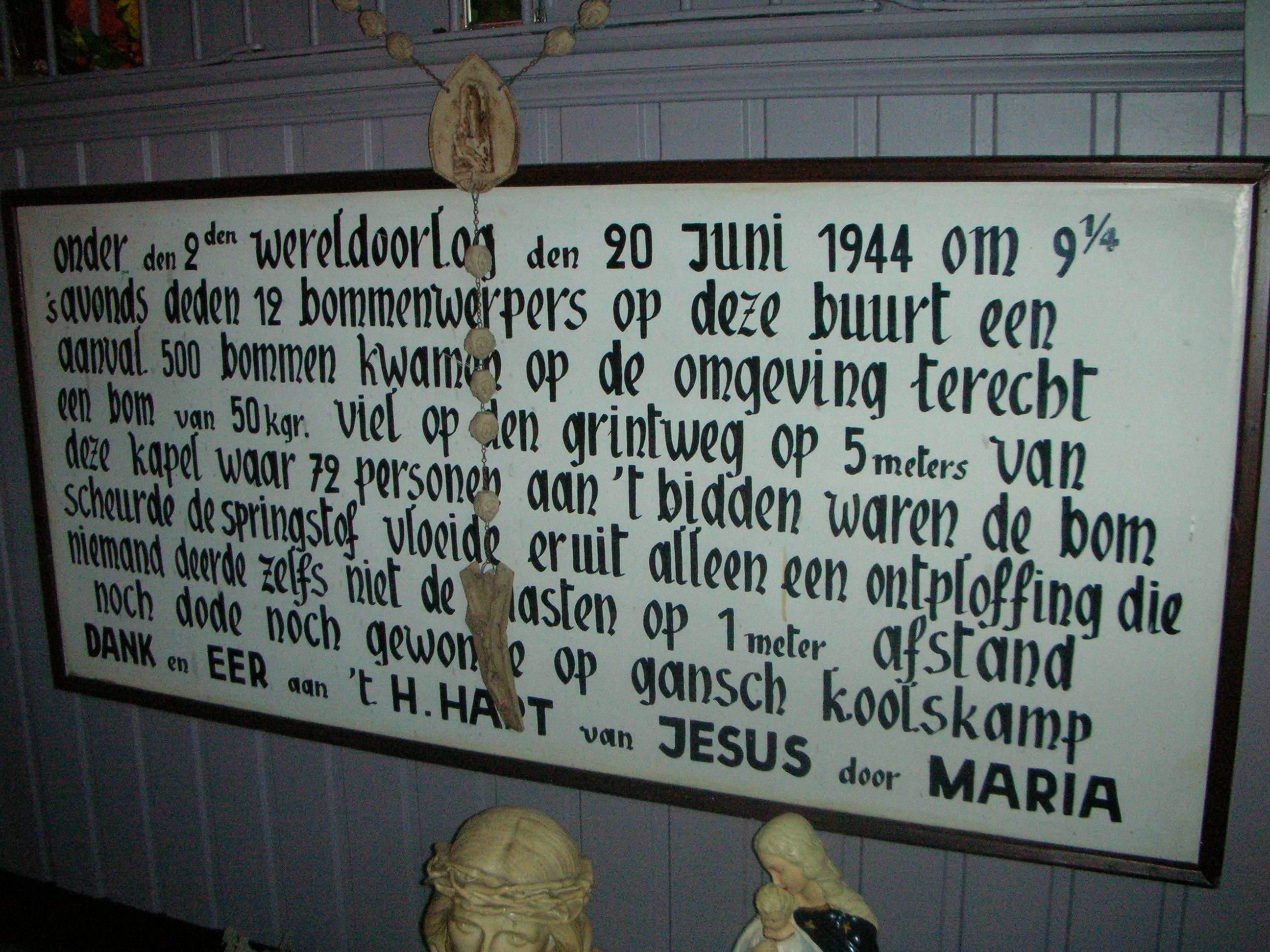
Gedenkplaat in het bomkapelleke
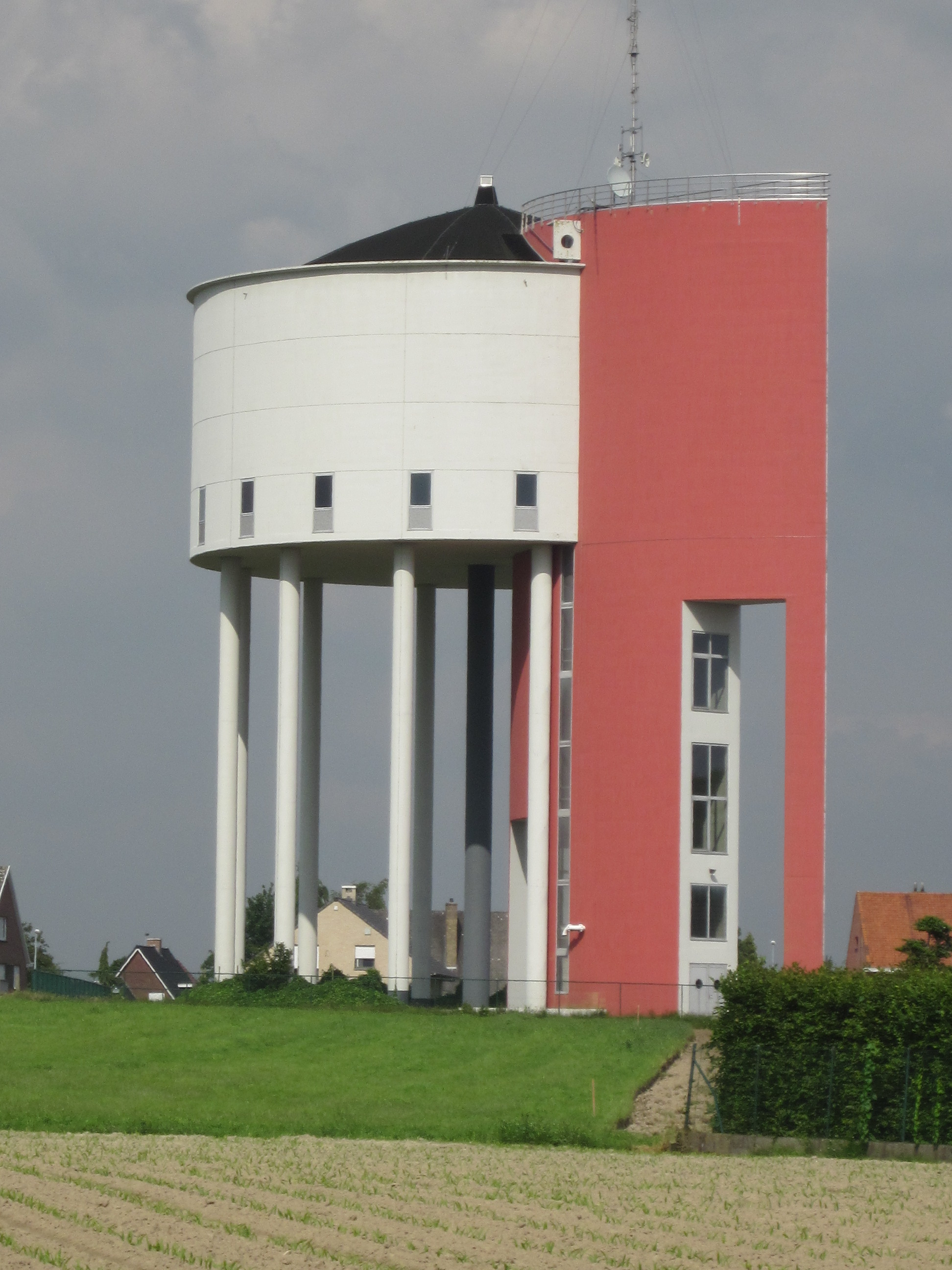
Watertoren

## Natuur en landschap
Koolskamp ligt in Zandlemig Vlaanderen op een hoogte van ongeveer 40 meter. Het landschap is licht golvend. Het hoogste punt, waar de watertoren zich bevindt, ligt op 48 meter hoogte. De belangrijkste waterloop is de Jobeek.

## Cultuur en verenigingsleven
Koolskamp telt verschillende culturele verenigingen, waaronder:
- Koninklijke Muziekmaatschappij Sint-Cecilia Koolskamp, gesticht in 1946.
- Kunstgroep Kontrast (vereniging van amateurkunstenaars).
- +13 Koolskamp (vereniging voor religieuze jongeren vanaf 13 jaar).
- KLJ Koolskamp (vereniging voor mensen vanaf 16 jaar)
- Davidsfonds Koolskamp.
- Chiro Edelweiss.

## Evenementen
- Kampioenschap van Vlaanderen Koolskamp: derde vrijdag van september. Deze wielerwedstrijd wordt sinds 1908 georganiseerd en is daarmee een van de oudste nog bestaande wedstrijden in Vlaanderen.
- "Sint-Maartensvuur": Verbranding van de pop op de avond voor het Sint-Maartenfeest in november.

## Nabijgelegen kernen
Ardooie, Pittem, Zwevezele, Egem, Lichtervelde